# 第1次スタンホープ＝サンダーランド内閣
第1次スタンホープ＝サンダーランド内閣（英語: First Stanhope–Sunderland ministry）は、グレートブリテン王国の内閣。1717年から1718年までの短期政権であった。

## 概要
ロバート・ウォルポールとチャールズ・タウンゼンドが失脚したことを受け、1717年にジェームズ・スタンホープとチャールズ・スペンサーを首班として成立したホイッグ党政権である。1718年に第2次スタンホープ＝サンダーランド内閣組閣のため、スタンホープとスペンサーの役職を交代したことで解体された。

## 閣僚
| 役職                | 肖像 | 名前                           | 在任            |
| ------------------- | ---- | ------------------------------ | --------------- |
| 第一大蔵卿 財務大臣 |      | スタンホープ子爵               | 1717年 - 1718年 |
| 北部担当国務大臣    |      | サンダーランド伯爵             | 1717年 - 1718年 |
| 南部担当国務大臣    |      | ジョゼフ・アディソン           | 1717年 - 1718年 |
| 大法官              |      | クーパー男爵                   | 1717年 - 1718年 |
| 枢密院議長          |      | デヴォンシャー公爵             | 1717年 - 1718年 |
| 王璽尚書            |      | キングストン＝アポン＝ハル公爵 | 1717年 - 1718年 |
| 海軍卿              |      | バークリー伯爵                 | 1717年 - 1718年 |
| 兵站部総監          |      | マールバラ公爵                 | 1717年 - 1718年 |
| 陸軍支払長官        |      | リンカーン伯爵                 | 1717年 - 1718年 |
| アイルランド総督    |      | ボルトン公爵                   | 1717年 - 1718年 |
| 王室家政長官        |      | ケント公爵                     | 1717年 - 1718年 |
| 宮内長官            |      | ニューカッスル公爵             | 1717年 - 1718年 |

| 先代 タウンゼンド子爵内閣 | グレートブリテン王国の内閣 1717年 - 1718年 | 次代 第2次スタンホープ＝サンダーランド内閣 |